# 504 Boyz
504 Boyz è un gruppo hip hop statunitense capitanato da Percy Miller, aka Master P, che è anche direttore della No Limit Records e si occupa di promozione della band.

## Membri
Oltre a Master P si ritrovano:
- Lil' Romeo
- Silkk The Shocker
- Krazy
- Magic
- Choppa
- Curren$y
- T-Bo.

## Storia
Nel 2000 i 504 Boyz debuttano con l'album Godfellas in cui si ritrova l'hit Wobble, Wobble,  ottenendo il disco di platino. Nel 2003 è la volta di Ballers. La band ha partecipato anche alla colonna sonora di Hollywood Homicide (2003), con Harrison Ford.

## Discografia
- 2000 – Goodfellas
- 2002 – Ballers